# Euryolpium amboinense
Espèce
Synonymes
- Xenolpium amboinense Chamberlin, 1930

Euryolpium amboinense est une espèce de pseudoscorpions de la famille des Olpiidae.

## Distribution
Cette espèce est endémique des Moluques en Indonésie. Elle se rencontre vers sur Ambon .

## Systématique et taxinomie
Cette espèce a été décrite sous le protonyme Xenolpium amboinense par Chamberlin en 1930. Elle est placée dans le genre Euryolpium par Heurtault en 1980.

## Étymologie
Son nom d'espèce, composé de amboin et du suffixe latin -ense, « qui vit dans, qui habite », lui a été donné en référence au lieu de sa découverte, Ambon.

## Publication originale
- Chamberlin, 1930 : A synoptic classification of the false scorpions or chela-spinners, with a report on a cosmopolitan collection of the same. Part II. The Diplosphyronida (Arachnida-Chelonethida). Annals and Magazine of Natural History, sér. 10, vol. 5, p. 1-48 & 585-620.